# Fuentes de Cesna

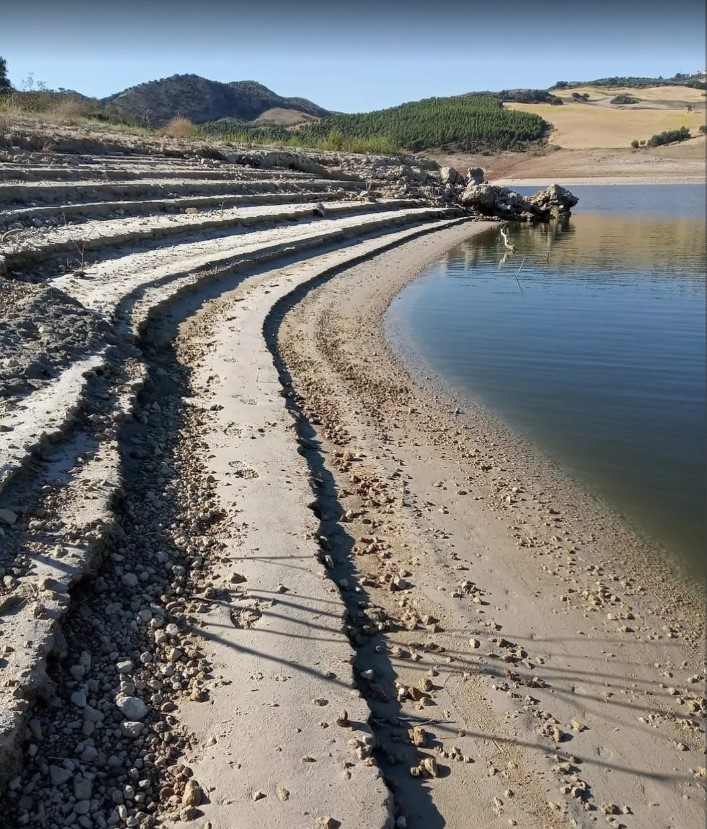
Playas de Bajos de Cesna

Fuentes de Cesna (también llamada popularmente Las Fuentes) es una localidad y pedanía española perteneciente al municipio de Algarinejo, en la provincia de Granada, comunidad autónoma de Andalucía. Está situada en la parte occidental de la comarca de Loja. A dos kilómetros del límite con la provincia de Córdoba, cerca de esta localidad se encuentran los núcleos de Dehesilla, Zagra, Iznájar, Ventorros de Balerma y Palancar.

## Historia
En castellano antiguo escrito como Zegna o Çegna, proveniente del nombre árabe con grafía ŷn, topónimo de origen incierto, probablemente prerromano.  El nombre actual del pueblo proviene de las tres grandes fuentes que había en «Cesna»: la del Caño, la de la Plaza y la de Enmedio.
Cesna fue reconquistada con anterioridad a la campaña de Loja gracias a una cabalgada del conde de Cabra y vizconde de Iznájar y del alcaide de los Donceles, tras la Batalla de Lucena (1483), donde fue apresado el rey Boabdil, siendo encarcelado en el castillo de Turrush. En 1487 hubo enfrentamientos entre Loja e Iznájar por la posesión de "Xesna", que era rica en pastos por estar al lado del río Pesquera. Según algunas informaciones, hacia el siglo XV existía un pueblo bastante grande denominado Cesna, que estaba habitado por musulmanes dedicados al comercio de joyas.
Al igual que otros tantos pueblos granadinos, Cesna estuvo siempre en el límite de la frontera, entre las tropas castellanas y nazaríes durante la Guerra de Granada.

### Fuentes Viejas
La pedanía de Fuentes de Cesna surgió a mediados del siglo XIX cuando se le entregaron diversas tierras a los agricultores de Algarinejo para ponerlas en valor. Las viviendas estaban situadas en la ladera de la montaña, a 800 metros de altitud y a escasa distancia de los manantiales de agua de donde procede su denominación. Este antiguo pueblo, conocido actualmente como «Las Fuentes Viejas», estaba dividido en cinco barrios: Barrio Bajo, Cuevas Altas, Cuevas Bajas, La Trocha y La Asomailla, y estaban distribuidos en torno a tres nacimientos de agua: Fuente de La Plaza, Fuente de Enmedio y Fuente del Caño. Algunos edificios destacables eran un molino harinero, la iglesia y un colegio para niñas y otro para niños.
Durante la noche del 4 de febrero de 1940 quedó sepultado en parte a causa de un desprendimiento de rocas propiciado por un gran temporal de lluvia que causó la práctica destrucción del pueblo y 19 víctimas mortales, de las cuales tres de ellas siguen desaparecidas. Después de esta tragedia, una quinta parte del pueblo quedó destruida.
No obstante, esta no fue la única tragedia, ya que el 4 de abril de 1963, otro movimiento de tierra y un virulento temporal destruyeron las escasas viviendas que quedaban en la zona, hecho que obligó a poner en marcha un plan para la construcción de un nuevo pueblo en un lugar menos peligroso. Mientras tanto, más de 500 personas fueron desalojadas y trasladadas a la media centena de casas que se mantenían en pie en el extremo del pueblo.

### Nuevo asentamiento
La localización finalmente elegida fue La Hoya de las Viñas, en la parte delantera de la Sierra del Alcornocal. Hacia 1966 se terminó la construcción del nuevo pueblo, con doscientas casas, una iglesia y una escuela.

## Demografía
Según el Instituto Nacional de Estadística de España, en el año 2024 Fuentes de Cesna contaba con 392 habitantes censados, lo que representa el 16,79% de la población total del municipio.

## Cultura

### Fiestas
Fuentes de Cesna celebra sus fiestas en torno al 30 de septiembre en honor a San Jerónimo, patrón del pueblo. Cabe destacar la gran paellada —característica del Levante peninsular— que se hace para todos los vecinos y visitantes.
Otras fiestas que cabe destacar: 
-Feria pequeña de San Juan el día 24 de junio
-Romería de la Fuente del Caño, en honor a la Virgen de Las Angustias. Donde se pasea la virgen desde el pueblo hasta llegar a la antigua iglesia de las Fuentes Viejas.